# Magic (Mrs. GREEN APPLEの曲)
「Magic」（マジック）は、日本のロックバンド・Mrs. GREEN APPLEの楽曲。スタジオ・アルバム『ANTENNA』から2023年6月13日に先行配信リリースされた。配信元はEMI Records。

## 概要
7月5日発売のスタジオ・アルバム『ANTENNA』からの先行配信シングル。ジャケット写真はアルバムのジャケットと同じものが採用された。
本楽曲は、「コカ・コーラ Coke STUDIO Magic」篇のCMソングとして書き下ろしされた楽曲。CMでは、ライブ会場でメンバーが演奏を披露する様子が描かれている。
6月13日に配信限定でリリースされ、ミュージック・ビデオが公開された。
9月14日、自身初のドームライブ『DOME LIVE 2023 “Atlantis”』の8月13日、埼玉・ベルーナドーム公演での楽曲のライブ映像が公開された。

## チャート成績
Billboard JAPANが発表する総合音楽チャート「Billboard Japan Hot 100」では、6月28日に公開されたチャートで最高位である3位をマークした。
ストリーミングチャート「Billboard Japan Streaming Songs」では、6月25日付チャートで25位に初登場、翌週チャートからは12週連続でトップ10を走り続け、7月17日付チャートで最高位の6位を獲得した。
10月25日公開のBillboard JAPANチャートにおいて、ストリーミング累計再生回数が1億回を突破した。自身12曲目の累計1億回再生作品となった。

## 収録曲
| #  | タイトル  | 作詞・作曲 | 時間  |
| -- | --------- | ---------- | ----- |
| 1. | 「Magic」 | 大森元貴   | 04:33 |

## 収録アルバム
『ANTENNA』
#2 「Magic」

## 認定とセールス
|                                | 認定 (RIAJ)        | 売上/再生回数      |
| ------------------------------ | ------------------ | ------------------ |
| ダウンロード                   | 未公表             | -                  |
| ストリーミング                 | トリプル・プラチナ | 300,000,000 回再生 |
| *認定のみに基づく売上/再生回数 |                    |                    |